# Carcharhinus fitzroyensis
Carcharhinus fitzroyensis е вид акула от семейство Сиви акули (Carcharhinidae). Видът не е застрашен от изчезване.

## Разпространение и местообитание
Разпространен е в Австралия (Западна Австралия, Куинсланд и Северна територия).
Обитава крайбрежията на полусолени водоеми, морета, заливи и потоци в райони с тропически климат.

## Описание
На дължина достигат до 1,4 m.
Популацията на вида е стабилна.